# Área metropolitana de Monroe (Míchigan)
El Área Estadística Metropolitana de Monroe, MI MSA como la denomina oficialmente la Oficina de Administración y Presupuesto, es un Área Estadística Metropolitana que solo abarca el condado de Monroe, en el estado estadounidense de Michigan. El área metropolitana tiene una población de 152.021 habitantes según el Censo de 2010, convirtiéndola en la 262.º área metropolitana más poblada de los Estados Unidos.

## Área Estadística Metropolitana Combinada
El área metropolitana de Ann Arbor es parte del Área Estadística Metropolitana Combinada de Detroit-Warren-Flint, MI CSA junto con:
- El Área Estadística Metropolitana de Detroit–Warren–Livonia, MI MSA;
- El Área Estadística Metropolitana de Flint, MI MSA; y
- El Área Estadística Metropolitana de Ann Arbor, MI MSA